# عوض (سبزوار)
عوض، روستایی است از توابع بخش مرکزی شهرستان سبزوار استان خراسان رضوی ایران.

## جمعیت
این روستا در دهستان رباط قرار داشته و بر اساس سرشماری سال ۱۳۸۵ جمعیت آن ۳۰۹ نفر (۸۷ خانوار)
بوده است.